# Omar El Kaddouri
Omar El Kaddouri (Bruxelas, 21 de agosto de 1990) é um futebolista marroquino nascido na Bélgica que atua como meia. Atualmente, está sem clube.

## Carreira
Omar El Kaddouri fez parte do elenco da Seleção Marroquina de Futebol nas Olimpíadas de 2012.

## Títulos
PAOK
- Copa da Grécia: 2017–18